# いっツー
『いっツー』は、岡田和人による日本の漫画。秋田書店の『ヤングチャンピオン』にて、2013年No.12から2016年No.8まで連載。単行本はヤングチャンピオン・コミックスより全7巻。
ジャンルはラブコメディ。典型的な学園コメディだが、性的な言動や表現が多いのが特徴。
2014年に2本の実写映画が製作された。ほぼ3巻目までの内容で、2本目は原作から離れている。

## あらすじ
友達に連れられて志望校を見に行った相模斗里（サガミ）。そこで見かけた女性・ユイに一目で心を奪われる。
その後、見事入学した高校で憧れの先輩に会えたが、とりつくしまもないままユイと微妙な関係を保ったままとなり、さらに個性派揃いの自動幻影倶楽部なる部活に入ることになってしまい、サガミのエッチで波瀾万丈なハイスクールライフが始まることとなる。

## 書誌情報
- 岡田和人 『いっツー』 秋田書店〈ヤングチャンピオンコミックス〉、全7巻
  1. 2013年12月20日発売 ISBN 978-4-253-15161-0
  2. 2014年4月18日発売 ISBN 978-4-253-15162-7
  3. 2014年8月20日発売 ISBN 978-4-253-15163-4
  4. 2015年2月20日発売 ISBN 978-4-253-15164-1
  5. 2015年7月17日発売 ISBN 978-4-253-15165-8
  6. 2015年11月20日発売 ISBN 978-4-253-15166-5
  7. 2016年5月20日発売 ISBN 978-4-253-15167-2

## 映画
- 『いっツー THE MOVIE』 2014年8月2日公開
- 『いっツー THE MOVIE 2』 2014年8月9日公開

### スタッフ
- 監督・脚本・編集：城定秀夫
- 原作：岡田和人
- 撮影：今井哲郎
- 音楽：林魏堂
- プロデュース：原口洋平、秋山智則、久保和明
- 製作者：藤本款、久保和明
- 制作プロダクション：レオーネ
- 製作：クロックワークス、レオーネ
- 配給：クロックワークス

### キャスト
- 副島美咲 - ユイ
- 中山龍也 - サガミ
- 小明（2のみ） - ヨシコ
- 鈴木淳 - 見所部長
- 柳川芙美章
- 若木萌
- 武田大知
- 鈴木颯人
- 田口秋光
- 八尋莉那
- 髙橋蘭
- 友寄蓮
- 伊瀬美雪
- 鴨田ひかり
- 西脇留菜
- のんの（2のみ）
- 伊田麻友香（2のみ）
- 鼠先輩